# ジョン・クリフォード・ウィルキンソン
ジョン・クリフォード・ウィルキンソン（英: John Clifford Wilkinson、1852年7月15日 - 1923年）は、イギリスの実業家。炭酸飲料メーカー、ウィルキンソンタンサン鉱泉の設立者。現在アサヒ飲料が製造・販売するウィルキンソン タンサンの創始者であり、炭酸飲料ブランド「ウィルキンソン」を一代で築きあげた人物である。「世界的なタンサン王」とも称される。白色の壁に赤色の木骨を露出させたハーフティンバー様式が特徴的なウィルキンソンタンサン鉱泉宝塚工場のほか、高級な洋式ホテル「タンサンホテル」を建設した。

## 経歴

### 生い立ちと来日
イングランド、ヨークシャー地方の都市リーズで生まれる。父親のT・J・ウィルキンソン（英: T. J. Wilkinson）は、リーズで銀行業を営んでいた。リーズ・グラマースクールに学んだ。リーズを離れたのは、1872年（明治5年）のことである。ウィルキンソンは、父親の意向によりゴールドラッシュが起きた後のオーストラリアに渡った。そののち同地を出発して日本へ向かい、1878年（明治11年）ごろ、20歳代半ばのときに神戸に来航した。
当時の日本における代表的な機械輸入業者の1つでエドワード・ハズレット・ハンターが創設した神戸外国人居留地の29番に所在したE・H・ハンター商会 (E. H. Hunter & Co.) に雇用された。ハンターは、北アイルランドのロンドンデリーで1843年に生まれ、オーストラリアに渡ったのち来日していた人物で、大阪鉄工所（現、日立造船）の創業者でもある。ウィルキンソンは、神戸の兵庫出在家町に所在したハンター商会グループの機械精米会社に勤務した。外務省に残る資料によると、1884年（明治17年）10月から1887年（明治20年）9月末にかけてハンターの息子の平野龍太郎のもとで精米機械の運転指導員を担当していた。
ジャパン・ガゼット社発行の “The Japan Directory” の1879年（明治12年）版にウィルキンソンの名前と居住地が “Wilkinson J. C. Hiogo” と掲載されている。1884年（明治17年）には、京都市上京区生まれの中川くまと結婚している。1887年（明治20年）11月に兵庫出在家町で大規模な火災が発生し、類焼により機械精米所が全焼する被害を受けた。ウィルキンソンはのちにホテルや炭酸水工場を建設しているが、そのための資金にこの火災によって支給された保険金を充当したものとみられる。火災の後、ウィルキンソンはハンター商会を辞める。

### 炭酸源泉の発見
1889年（明治22年）ごろ、ウィルキンソンは狩猟の途中で、兵庫県武庫郡良元村（現在の宝塚市）の武庫川の右岸に位置する谷の崖下において炭酸水が湧き出る炭酸源泉を発見した。これはウィルキンソン タンサンをはじめとする、現在アサヒ飲料が製造・販売するブランド「ウィルキンソン」のルーツである。ウィルキンソンが炭酸水をロンドンの分析機関に送って分析官のクレートンおよび博士のアーサー・ハサルに成分分析を依頼したところ、質の良い食卓用のミネラルウォーターであるとの分析結果が得られた。
1920年（大正9年）に『神戸新聞』で全22回にわたる連載「居留地の今昔」が組まれ、1月31日付けの第16回目のタイトルは「宝塚炭酸泉の発見者 ウイルキンソン氏の古き追懐談」であった。その中でウィルキンソンは、「狩猟をたしなんでおり、神戸やその周辺にとどまらず、大阪のあたりまで足を伸ばしていた。あるとき、宝塚の山の中を歩いていてのどが渇いたが、携帯していたウイスキーを車夫が飲み干してしまったため、水を求めて谷合いを探し歩いていたところ、清らかな炭酸水が湧き出ている源泉を見つけた。これが炭酸飲料製造事業を始めたきっかけである」との旨の述懐を行っている。これと同様のエピソードは、1915年（大正4年）に大観社より出版された川田友之編『近畿大観』にも掲載されている。
その炭酸源泉は宝塚温泉場の敷地の中に所在したが、ウィルキンソンよりも前にその炭酸水を飲料として販売した例があった。同温泉場の経営を行っていた保生会社が、その炭酸水をもとに「小判ラムネ」という名称の飲料を製造・販売していたのである。1939年（昭和14年）に牧田安汜が著した『宝塚温泉之今昔』によると、炭酸水が自然に湧き出ていることに目を付けたウィルキンソンが1889年（明治22年）に保生会社より炭酸源泉の権利を買い受けたとされる。

### 創業
ウィルキンソンは、宝塚温泉場からほど近いところにある紅葉谷に製品倉庫や瓶詰め場からなる紅葉谷工場を設け、1890年（明治23年）より炭酸飲料の製造・販売事業を始めた。商品名は、当初は「宝塚ミネラルウォーター」(TAKARADZUKA MINERAL WATER) であったが、「宝塚」という言葉は西洋人にとって発音しにくいという意見が寄せられたことから、1893年（明治26年）には、発音のしやすい「タンサン」(TANSAN) に改めた。こうした工夫は、販売促進に効果があったとみられる。1892年（明治25年）ごろには、薬効水 “TAKARADZUKA MEDICINAL WATER” の発売も開始した。これは1893年（明治26年）ごろに「仁王水」(NIWO) に改称された。当時から炭酸水は胃腸を丈夫にする働きをもっていると考えられており、「仁王水」の名前は、仏教の守護神である仁王のように胃腸を強くする水という意味を込めて付けられたとされる。ラベルに採用された仁王像のイラストの顔は、ウィルキンソンがモデルであったという。
瓶詰めに必要な設備のすべては、イギリスから取り寄せられたと伝えられている。創業当初から、営業活動や輸出に関する手続きのために、国際的な貿易港があった神戸に事務所を構えていた。1897年（明治30年）ごろには海岸通32番のC. ニッケル社の2階に事務所を設置した。シンガポールの新聞、シンガポール・フリープレスの1891年（明治24年）12月23日付けには、販売代理店による宝塚ミネラルウォーターの広告が載っており、これは事業開始の翌年にはすでに同国に販売代理店を置いて輸出を行っていたことを示している。このことについて郷土史家の鈴木博は、ウィルキンソンが極めて高い計画力と行動力をもっていたとの評価を行っている。
販売代理店は世界各国に置かれ、創業の2年後にあたる1892年（明治25年）の時点で上海、香港、マニラ、シンガポール、カルカッタ（現、コルカタ）、ボンベイ（現、ムンバイ）、コロンボ、ブリスベンなどにあった。当時、ほとんどの日本人は天然炭酸水を身近な飲み物として親しんでいなかったため、日本国内での売れ行きにはあまり期待せずに、海外での販売に力点を置いた。イギリスの図版入り週刊誌『ザ・スケッチ』の1899年（明治32年）7月12日号には、紅葉谷工場を写した写真が載せられている。写真の中でウィルキンソンは、“TANSAN” との表記が入った木箱が積載された荷車のハンドルのところに立っている。
ウィルキンソンは、現在はコスモヒルズ宝塚武庫山が建っている、紅葉谷工場の南に隣接する土地に高級な洋式ホテル、タンサンホテルを建設し、1890年（明治23年）に開業した。彼は、紅葉谷工場や製造品について広く知ってもらうために、多くの西洋人を工場見学に招いていた。ホテル建設の主な目的は、工場を訪れた西洋人の宿泊場所を確保するためであったと考えられている。1897年（明治30年）9月、武庫川で大洪水が発生し、紅葉谷工場が宝塚温泉場とともに流失した。この影響で経営状況が悪化したが、高額の資本を投入していたため、事業活動を続けることにした。1900年（明治33年）ごろに神戸の外国人居留地の京町82番に事務所を移転したと考えられている。

### 宝塚工場
明治30年代半ばごろには、フィリピンや中国などへの輸出を拡大させていたが、宝塚温泉場の炭酸源泉が枯渇してきた。そのため付近で炭酸泉源を探し、兵庫県有馬郡塩瀬村生瀬（現在の兵庫県西宮市塩瀬町生瀬）で泉源を見つけ、1904年（明治37年）に工場を同地に移し、操業を開始した。生瀬の炭酸源泉は、ウィルキンソンの名を冠して「生瀬ウィルキンソン鉱泉」と呼ばれることもある。生瀬の工場の名称は「ウィルキンソンタンサン鉱泉宝塚工場」であり、単に「宝塚工場」とも呼ばれた。工場の建物は、白色の壁に赤色の木骨を露出させたハーフティンバー様式となっているという特徴をもっていた。製造された製品は「ウヰルキンソン タンサン」と名付けられ、日本だけでなく海外でも販売された。
ウィルキンソンは1904年（明治37年）10月に有限会社、ザ・クリフォード＝ウィルキンソン・タンサン・ミネラルウォーター (The Clifford-Wilkinson Tansan Mineral Water Co., Ltd.) を香港に設立し、その日本支社を外国人居留地の京町82番に置いた。同社の日本における名称はウィルキンソンタンサン鉱泉であり、資本金は50万円であった。この頃、三ツ矢シャンペンサイダー（現在の三ツ矢サイダー）を販売していた帝国鉱泉、金線サイダーを販売していた金線飲料とともに日本における三大清涼飲料水メーカーとなっていた。

### 全盛期とその後
ウィルキンソンタンサン鉱泉の全盛期は、輸出量が大きく増加した明治時代後期から大正時代にかけてである。1915年（大正4年）刊行の倉島謙著『清涼飲料水之新研究』によると、ウィルキンソン タンサンは東京の帝国ホテルや横浜のオリエンタル・ホテルなどのホテル、英国大使館などの公館のほか、日本郵船などで利用されていた。1902年（明治35年）から1912年（大正元年）にかけての清涼飲料水の輸出量の99パーセントがウィルキンソンの炭酸水によって占められていた。こうしたことから鈴木は、ウィルキンソン タンサンが日本における代表的なミネラルウォーターであったとしている。
1915年（大正4年）にタンサンホテルの営業が停止された。この要因は、1897年（明治30年）に阪鶴鉄道（現在のJR西日本福知山線）が、1910年（明治43年）には箕面有馬電気軌道（現在の阪急電鉄）が宝塚までの路線を開通させたことなどにより、神戸や大阪から宝塚に日帰りで旅行できるようになり、ホテルの利用客数が減少したためとされる。
ウィルキンソンのタンサン水は、1914年（大正3年）に開催された東京大正博覧会で金賞を、南洋スマラン博覧会では大賞を受賞している。1915年（大正4年）に大観社より出版された川田友之編『近畿大観』によると、輸出先は北アメリカや南アメリカ、ヨーロッパのほか、南洋諸島やハワイなど世界各国に及んだ。1917年（大正6年）ごろに京町24番に事務所を移転した。1923年（大正12年）、フランス南東部の観光地、コート・ダジュールを旅行中にマントンで死去した。墓所は、同地のトラビュケ墓地 (Cimetiere du Trabuquet) にある。墓碑は、神戸の修法ヶ原外国人墓地にも設けられている。ウィルキンソン社の経営は、くまとの間に生まれたエセル・グレイス・ウィルキンソン（英: Ethel Grace Wilkinson）が引き継いだ。

## 理念
倉島謙『清涼飲料水之新研究』によると、工場については「必要な作業を行うために近代的な構造に設計されていることは大きな利点である。新築の建物でない場合でも、作業室は衛生的で十分な広さと明るさがある必要があり、不快な臭いがあってはならない。壁や床、器具や椅子などは清潔に保たれている必要がある」としている。設備および機械については「近代的で承認済みのものであって、高性能かつ適切な価格のものである必要がある。とりわけ機械は、完全に運転できる状態を保ち、満足のできる作業をするために定期的に点検する必要がある。原料や水と接触するすべての部分は、徹底的に清潔に保たれなければならない」としており、原料の成分については「手に入れることができる最高のものだけを使う必要がある」としている。

## 家族
中川 くまは、クリフォードの妻。1864年（元治元年）12月、京都市上京区西堀川通今出川下ル竪門町に父、夘八と母、とみの五女として生まれ、1884年（明治17年）にクリフォードと結婚したのち、2人の娘をもうけた。長女はエセル、次女はフィリスである。1948年（昭和23年）に84歳で死去した。
エセル・グレイス・ウィルキンソン（英: Ethel Grace Wilkinson）は、クリフォードとくまの長女。出生名は、中川しつ。1890年（明治23年）1月12日に神戸に生まれる。香港のザ・クリフォード＝ウィルキンソン・タンサン・ミネラルウォーターに秘書として勤務していたジョーゼフ・プライス（英: Joseph Herbert Price）と1911年（明治44年）5月に結婚した。姓をプライス (Price) に改め、イギリス国籍を取得した。結婚式は、神戸のオール・セインツ教会で行われた。ジョーゼフとの間に三男一女をもうけた。長男はハーバート。ジョーゼフは1916年（大正5年）に31歳の若さで死去する。クリフォードが亡くなってからハーバートが経営者に就任するまでの間、エセルがウィルキンソン社の経営に当たった。1966年（昭和41年）に76歳で死去。墓所は神戸外国人墓地にある。
フィリス・マーガレット・ウィルキンソン（英: Phyllis Margaret Wilkinson）は、クリフォードとくまの次女。出生名は、中川まさ。1893年（明治26年）12月に生まれ、1936年（昭和11年）7月に43歳で死去。
ハーバート・クリフォード・ウィルキンソン・プライス（英: Herbert Clifford Wilkinson Price）は、ジョーゼフとエセルの長男。1912年（明治45年）に神戸で生まれる。1928年（昭和3年）にアメリカ合衆国に渡り、大学に入学して化学と電気学を専攻した。1932年（昭和7年）に日本に戻ると、クリフォード・ウィルキンソン・タンサン鉱泉の代表取締役に就任する。戦争期を除いて1984年（昭和59年）まで会社の経営に携わり続けたが、同年末に経営から手を引いた。1985年度（昭和60年度）の全国長者番付で2位に入っている。のちにスイスに移り住み、1986年（昭和61年）2月にモナコにおいて交通事故に遭い死去。墓所はトラビュケ墓地にある。